# 巴布什基
50°0′7″N 28°10′50″E / 50.00194°N 28.18056°E
巴布什基（烏克蘭語：Бабушки），是烏克蘭北部的村莊，隸屬日托米爾州的日托米爾區。該村面積2.95平方公里，海拔高度253米，2001年人口679，人口密度每平方公里230.17人。